# ملعب يطا الدولي
أستاد يطا الدولي، أو أستاد الشهيد وفا، هو ملعب كرة قدم يقع في مدينة يطا جنوب محافظة الخليل في فلسطين بالضفة الغربية المحتلة. يعتبر الملعب أهم وأكبر الملاعب الرياضية في مدينة يطا، وهو الملعب الرسمي الذي يلعب فيه نادي شباب يطا لكرة القدم. بني الملعب في عام 1990م وقد شهد عدة مراحل تطوير، وعلى الرغم من تمتعه بمواصفات ومقاييس عالمية لكنه غير معتمد من قبل الاتحاد الفلسطيني لكرة القدم لاستقبال المباريات.

## تاريخ الملعب
تأسس ملعب يطا الدولي عام 1990، ومنذ ذلك الحين شهد عدة مراحل تطوير. خلال السنوات الأخيرة، أظهرت بلدية يطا ومجلسها البلدي اهتمامًا كبيرًا بتطوير وتحسين هذا الملعب ليكون مركزاً رياضياً حديثاً يلبي المعايير الدولية.

## المواصفات والمقاييس
يتميز ملعب يطا الدولي بمواصفات دولية حيث يبلغ طوله 120 مترا وعرضه 85 مترا وتبلغ مساحته 8500 متر مربع، ويتسع لنحو عشرين ألف متفرج. يأتي هذا الملعب ليكون ثالث استاد كروي في فلسطين يُعتمد بمواصفات دولية لاستضافة المباريات الرسمية والدوريات المحلية والدولية. يتميز الملعب بملعب عشبي بتكلفة تجاوزت المليون دولار، وجُهّز بنظام إضاءة تبلغ تكلفته نصف مليون دولار.

## مشروع تطوير الملعب
تجري أعمال تجميل وتحسين لملعب وفا، ضمن برنامج البنية التحتية والتخطيط المجتمعي الممول من الوكالة الأميركية للتنمية الدولية "USAID" بالتعاون مع "CHF" الدولية. وتشمل هذه الأعمال تحسين الإضاءة وتزيين الملعب ليكون مكاناً مميزاً وحديثاً للفعاليات الرياضية. جرى توفير دعم مالي لتحقيق هذا المشروع، حيث تبرعت وزارة المالية بمبلغ قيمته 578 ألف دولار لتأهيل المدرجات. واستمرت الأعمال في تحسين الملعب وتوفير التجهيزات الضرورية، بما في ذلك نظام الإضاءة ووسائل البث التلفزيوني.